# Роша, Филипе Андре Паула да
Филипе Андре Паула да Роша (порт. Filipe André Paula da Rocha, род. 19 мая 1972, Порту) — португальский футбольный тренер, в прошлом футболист (центральный защитник). Главный тренер клуба «Фейренсе».

## Биография
Родился 19 мая 1972 года в Порту. Воспитанник футбольной академии клуба «Эшпинью».
В 2000 году окончил факультет физической культуры и спорта университета Порту.

## Карьера игрока
С 1990 по 2007 год выступал в Португалии в различных дивизионах за клубы «Эшпинью», «Фиайнш», «Пенафиел», «Пасуш де Феррейра», «Салгейруш».
С 2001 по 2004 год в составе «Пасуш де Феррейра» сыграл 17 матчей в Примейра Лиге.

## Тренерская карьера
В 2006 году получил лицензию тренера по футболу УЕФА B, в 2013 году — УЕФА Pro.
В 2006 году начал карьеру тренера. Работал в клубах «Лозада», «Фиайнш», «Паредиш», «Алиадуш Лордело», «Эшпинью», «Навал 1 де Майо», «Фреамунде», «Униан Мадейра», «Авеш U23», «Спортинг Ковильян».
С мая по сентябрь 2019 года был главным тренером команды «Пасуш де Феррейра», которая под его руководством в начале сезона 2019/2020 сыграла 4 матча (1 ничья, 3 поражения).
В ноябре 2019 года возглавил команду «Фейренсе».